# Barra do Garças
Barra do Garças, amtlich portugiesisch Município de Barra do Garças, ist eine politische Gemeinde im Mittelwesten im brasilianischen Bundesstaat Mato Grosso an der Grenze zu Goiás. Sie liegt westlich der brasilianischen Hauptstadt Brasília und östlich der Hauptstadt Cuiabá. Die Gemeinde wurde zum 1. Juli 2021 auf 61.702 Einwohner geschätzt, die Barra-Garcenser (barra-garcenses) genannt werden und auf einer großen Gemeindefläche von rund 8714 km² leben.
Die Stadt liegt nordwestlich der Mündung des Rio Garças in den Rio Araguaia, wo sich durch die Strömungsverhältnisse Sandbänke bilden, was sich auch im Stadtnamen, zu deutsch Sandbank der Reiher, widerspiegelt. Die Stadt ist zusammen mit Aragarças und Pontal do Araguaia eine beliebte Tourismusdestination, insbesondere während der Trockenzeit von Juni bis August, wenn der niedrige Wasserstand der beiden Flüsse große Sandstrände und -bänke freigibt. Es besteht dann ein großes Angebot an Wassersportarten. Bekannt sind auch die Thermalquellen der Stadt. Die umliegenden Gebirge sind mit ihren Wasserfällen und bizarren Felsformationen ein beliebtes Ziel von wandernden oder kletternden Ökotouristen.

## Geografische Lage

### Administrative Gliederung
Barra do Garças grenzt
- im Norden an die Gemeinde Novo Xavantina
- im Osten an Araguiania
- im Süden an Aragarças (GO) und Pontal do Araguaia
- im Westen an General Carneiro
- im Nordwesten an Nova São Joaquim

Weitere Siedlungen auf dem Gemeindegebiet sind:
- Avoadeira
- Campo Formoso
- Capa
- Duas Barras
- Duas Pontes (Zwei Brücken)
- Indianópolis
- Nova Viena
- Passa-Vinte
- Torigueije
- Vale dos Sonhos (Tal der Träume)

### Hydrografische Lage
Barra do Garças entwässert vollständig via den Rio Araguaia in das Tocantins-Becken, der zusammen mit dem Rio Garças die Gemeindegrenze im Süden markiert. Der linke Araguaia-Zufluss Rio das Mortes im Nordwesten sowie der Ribeirão Insula im Osten markieren ebenfalls die Gemeindegrenze.

### Topografie
Südliche Ausläufer der Serra do Roncador prägen die Landschaft im Norden des Gemeindegebiets, namentlich die Gebirge:
- Serra Azul (746 m)
 mit dem Schutzgebiet Parque Estadual da Serra Azul[4]
- Serra do Taquaral (788 m)
- Serra dos Gerais (842 m)

mit vielen herrlichen Wasserfällen, einem Landeplatz für UFOs und einer Christusstatue, welche derjenigen in Rio de Janeiro nachempfunden ist.
Im Westen befinden sich Ausläufer der Serra das Furnas (566 m), in welchen sich die beiden Indianerreservate São Marcos (MT) und Merure befinden.

### Verkehrsanbindung
In Barra do Garças kreuzen sich die radial (Ost-West) verlaufende Bundesstraße BR-070 mit der longitudinal (Nord-Süd) verlaufenden BR-158. Etwa 15 km vom Stadtzentrum liegt der Flughafen Barra do Garças.

## Söhne und Töchter der Stadt
- Nilton Ferreira Júnior (* 1987), Fußballspieler